# 後推

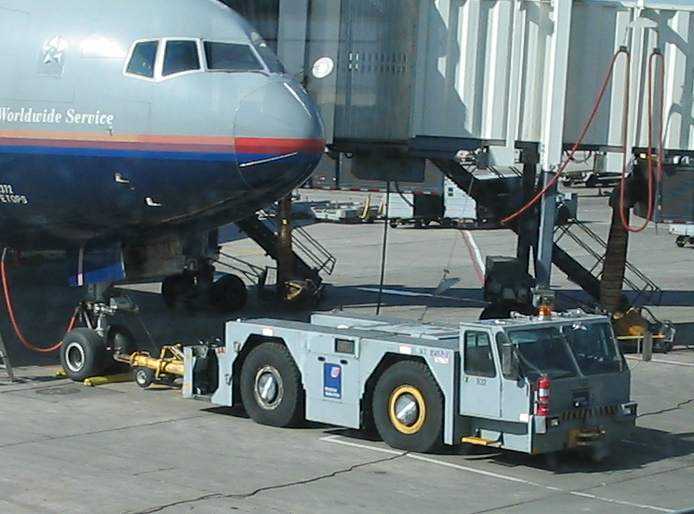
傳統牽引車

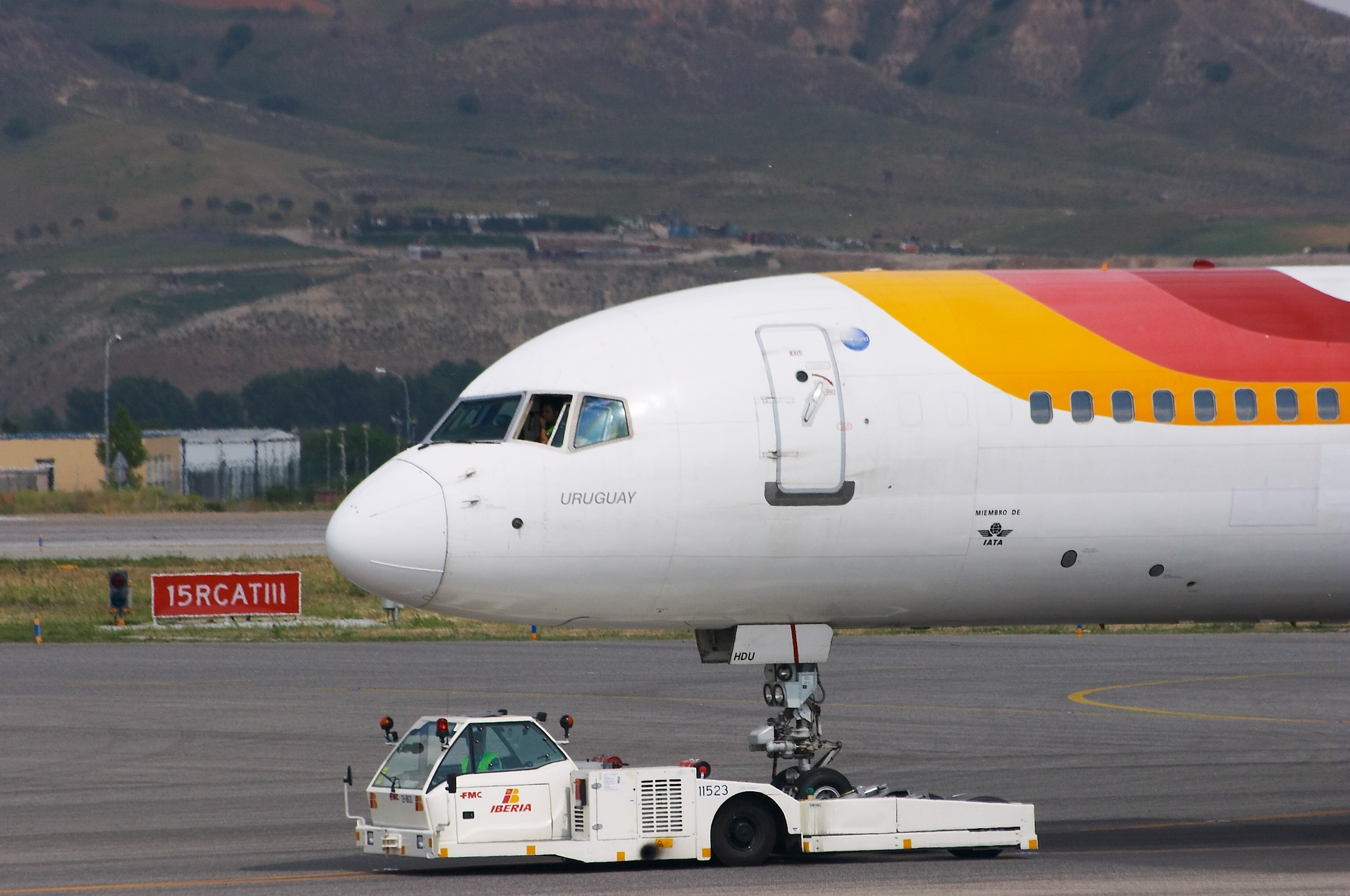
無後推桿牽引車。

後推（英語：Pushback）亦作推出，是指將飛機推離登機橋或泊位的作業。在航空領域，後推是飛機的標準離場程序之一。

## 需要後推的理由
由於航站的登機口通常相當狹窄，沒有足夠的空間讓飛機調頭轉向，雖然許多飛機能夠使用飛機發動機的推力反向器改變氣流方向並自行倒退，但發動機的噴射氣流可能會因此損壞附近的建築物與設備，並扬起地面的異物後再吸入發動機導致發動機故障。因此，後推是使飛機離開登機口的首選方法。在繁忙的機場，後推作業需要得到航空交通管制員的批准，以協調滑行道的交通。因此，如何有效管制後推作業亦是航空交通管制員的重要課題。

## 後推方式
後推通常是由一輛特制的牽引車（又稱曳引機、後推車）執行，若是小型飛機，可能會採用人力後推。

### 牽引車
牽引車有兩種，一種是無後推桿（Tow Bar Less，縮寫成TBL），另一種是傳統式，需要後推桿進行作業。無後推桿牽引車只須抱起鼻輪就可以進行後推作業。而傳統牽引車則需要用後推桿連接鼻輪。牽引車亦可牽引飛機滑行。
一些飛機須要在後推前插上「轉向操作凌駕銷裝置」（Steering bypass pin），以防止飛行員在後推期間進行任何的轉向操作，並保證所有後推時的轉向操作由牽引車司機進行。
有時，後推桿會在後推期間與飛機分離，但這種情況不太常見。後推桿上的「推行壓力銷」（sheer pin）可以保護飛機，防止任何牽引車錯誤的操作導致飛機損毀。如果「推行壓力銷」承受過大壓力就會折斷，後推桿會與飛機分離，以保護鼻輪和機身結構。